# Федеральный военный мемориал «Пантеон защитников Отечества»
Федеральный военный мемориал «Пантеон защитников Отечества» (полное наименование — федеральное государственное бюджетное учреждение «Федеральный военный мемориал „Пантеон защитников Отечества“» Министерства обороны Российской Федерации, «ФГБУ ФВМ ПЗО МО РФ») — российский мемориал, расположенный в городском округе Мытищи Московской области на 4-м километре Осташковского шоссе. Мемориал является режимным объектом и находится в ведении Министерства обороны Российской Федерации. Крупнейшее военное кладбище, крупнейший военный мемориал в России, предназначенный для погребения отставных и действующих служащих высокого звания Вооружённых сил России, СССР и граждан, имеющих особо важные, государственные заслуги перед страной.

## История
Первое решение о создании общегосударственного Пантеона в Москве было принято в 1953 году постановлением Совета министров СССР, но проект не был реализован.
Кладбище основано в соответствии с Указом Президента Российской Федерации от 11 июля 2001 г. № 829 «О Федеральном военном мемориальном кладбище» для увековечения памяти военнослужащих и других граждан Российской Федерации, погибших при защите Отечества, а также имевших особые заслуги перед государством.
Кладбище расположено у деревни Сгонники на севере города Мытищи по Осташковскому шоссе рядом с Волковским кладбищем. Площадь его составляет 55 га, стоимость строительства 4 млрд руб.
Планируется, что пантеон будет главным кладбищем России на ближайшие 200 лет. Всего на территории кладбища будет размещено около 40 тысяч захоронений. Строительство велось с 15 марта 2008 года.
Художественный руководитель проекта — архитектор Сергей Витальевич Горяев (1958—2013).
Открыто Федеральное военное мемориальное кладбище в День памяти и скорби 22 июня 2013 года.
Первое захоронение состоялось 21 июня 2013 года, были погребены останки неизвестного солдата, погибшего в годы Великой Отечественной войны в Смоленской области.
30 августа 2013 года патриархом Московским и Всея Руси Кириллом на кладбище был освящён камень в основании церкви в честь преподобного Сергия Радонежского, которая была открыта в 2014 году.
27 декабря 2013 года на похоронах М. Т. Калашникова в траурном зале мемориального кладбища состоялось первое отпевание, которое совершил митрополит Крутицкий и Коломенский Ювеналий (Поярков).
Приказом министра обороны Российской Федерации от 5 мая 2021 года № 261 Федеральное военное мемориальное кладбище было переименовано в Федеральный военный мемориал «Пантеон защитников Отечества». На 1 июля 2021 года на кладбище произведено 353 захоронения.
С 2022 года в ходе российского вторжения в Украину на середину лета 2024 на кладбище прибавилось более 900 могил. Среди них — могила командира ЧВК «Вагнер» Дмитрия Уткина, погибшего в сбитом над Тверской областью самолете, с кувалдой, и могила погибшего в Украине генерал-майора Владимира Завадского.
Минобороны РФ в связи с войной расширило территорию «пантеона» на 10 гектаров и кладбища — на семь — за счет Пироговского лесопарка. Число погибших военных РФ в войне с Украиной к лету 2024 оценивается как минимум в 85 тыс., общее число потерь, включая раненых, может составлять до 450 тыс. военных РФ.
В сентябре 2024 года арестован руководитель Федерального военного мемориала «Пантеон защитников Отечества» Вячеслав Филиппов, его обвинили в получении взятки в особо крупном размере за заключение контрактов на установку памятников.

## Устройство, регламент захоронений и режим Мемориала
Уникальный в российской монументалистике архитектурно-художественный ансамбль делится на четыре зоны: входную, производственную, ритуальную и зону захоронения (включая колумбарий). Для строительства и облицовки использованы ценные породы камня — гранит, мрамор. У главного входа в некрополь расположены величественные стелы. Чёрные объёмные кубы на скрещении символизируют виды Вооружённых сил в Великой Отечественной войне: сухопутные войска, военно-морской флот, военно-воздушные силы и тыл Вооружённых сил. Главная центральная Аллея имеет протяжённость более двух километров, вдоль неё расположены все архитектурные объекты. Функциональная часть состоит из четырёх павильонов, включая расположенный под землёй поминальный зал, магазин ритуальных принадлежностей, кафетерий и общественный туалет. Мост, сконструированный над балкой, символически связующий жизнь со смертью, продолжается Аллеей Героев. На ней, прослеживая историю России от древности до наших дней, установлены 24 бронзовые фигуры воинов в стилизованной форме шести исторических эпох: от ратников Дмитрия Донского до современных бойцов спецназа. На другом берегу моста — ритуальная зона, два траурных дома, оформленных в едином щусевском стиле. Траурные дома отличаются богатым внутренним убранством в виде мозаичных панно. Первый оформлен в государственном, державном стиле, украшен символикой в форме кремлёвских башен, двуглавого орла. Второй траурный дом оформлен в военном стиле. В конце зоны захоронений установлен монумент «Скорбь»: мать с умирающим на руках сыном-воином. Перед скульптурой расположена чаша с водой, символизирующая печаль, в центре водного зеркала горит Вечный огонь.
По обе стороны Аллеи — по 15 особых участков, предназначенных под захоронения Верховных Главнокомандующих Вооружёнными силами Российской Федерации. Земельные участки для штатных захоронений имеют площадь 5 м² — 2,5 на 2 метра. На одном участке может быть погребён только один человек и впоследствии его супруг или супруга.
При каждом погребении военного лица предусмотрены воинские почести, регламентированные Уставом гарнизонной и караульной служб Вооружённых сил РФ, согласно которому гроб с телом привозят утром в церемониальный зал Мемориального кладбища, куда приглашаются для прощания родственники и официальные лица. Церемония происходит в соответствии со всеми воинскими почестями: гроб с телом покойного под звуки траурного военного марша по главной аллее провозят на орудийном лафете непосредственно до могилы. Рота почётного караула при захоронении по традиции производит три выстрела, а салютный дивизион — салют из зенитных орудий.
При захоронении гражданских лиц действует регламент проведения захоронений по государственному протоколу, где также предусмотрен почётный караул, оркестр, торжественный марш.
Утверждён единый регламент надгробных сооружений — бюст или барельеф. Постамент и его основание изготавливаются из природного камня (гранит чёрного, красного или серого цветов). В отдельных случаях они изготавливаются из бронзы. Устанавливаются не ранее чем через один год после захоронения, родственники могут выбрать только цвет камня. Единые требования предъявляются так же к оформлению мемориальной плиты для ниши колумбария — она изготавливается из бронзы или чёрного гранита. На мемориальной плите наносится надпись с указанием почётного (воинского) звания (при наличии), фамилии, имени, отчества, даты рождения и смерти.
На кладбище находится 42 автономных эксплуатационных объекта, три вида газопровода разного давления, собственный водозаборный узел.
Пантеон является режимным объектом, посещение которого возможно по паспорту захоронений либо в составе организованных экскурсионных групп. Свободный доступ всех желающих не предусмотрен.

## Критерии погребения
В соответствии с постановлением правительства России от 25 февраля 2004 года № 105 на первом национальном мемориальном пантеоне подлежат погребению:
- военнослужащие и сотрудники федеральных органов исполнительной власти, в которых законом предусмотрены военная служба, служба в органах внутренних дел, Государственной противопожарной службе, учреждениях и органах уголовно-исполнительной системы, органах по контролю за оборотом наркотических средств и психотропных веществ, погибшие (умершие) при защите интересов государства, а также чести и достоинства граждан, проявившие при этом доблесть и героизм;
- Герои Советского Союза и Герои Российской Федерации;
- граждане, награждённые орденом Святого апостола Андрея Первозванного;
- граждане, награждённые орденом «За заслуги перед Отечеством» I степени;
- граждане, награждённые орденом Славы трёх степеней или орденом Святого Георгия четырёх степеней[18];
- ветераны Великой Отечественной войны, ветераны боевых действий на территории СССР и территориях других государств, ветераны военной службы, ветераны государственной службы и граждане, работавшие в оборонно-промышленном комплексе, имеющие звание Героя Социалистического Труда или Героя Труда Российской Федерации[19], либо награждённые орденом Ленина, орденом «За заслуги перед Отечеством» II, III и IV степени, орденом Трудовой Славы трёх степеней, орденом «За службу Родине в Вооружённых Силах СССР» трёх степеней;
- президенты СССР и России;
- председатели Президиума Верховного Совета СССР и палат Федерального Собрания Российской Федерации;
- председатели Совета министров СССР и Правительства Российской Федерации;
- граждане, занимавшие в Правительстве СССР, Правительстве Российской Федерации посты министров и руководителей федеральных органов исполнительной власти, в которых в соответствии с законодательством предусмотрена военная служба (служба);
- маршалы Советского Союза, маршалы Российской Федерации, генералы армии и адмиралы флота, маршалы родов войск и специальных войск, генерал-полковники и адмиралы, генерал-лейтенанты и вице-адмиралы, генерал-майоры и контр-адмиралы;
- лауреаты Нобелевской премии, лауреаты государственных премий СССР и лауреаты государственных премий Российской Федерации[18];
- обладатели почётных званий «Народный артист СССР», «Народный артист Российской Федерации», «Народный художник СССР», «Народный художник Российской Федерации», «Народный архитектор СССР», «Народный архитектор Российской Федерации», «Народный учитель СССР» и «Народный учитель Российской Федерации»[18];
- другие граждане — по решению Президента Российской Федерации или Правительства Российской Федерации.

С лицами, подлежащими захоронению на Федеральном военном мемориальном кладбище, могут быть захоронены и их умершие супруги.
В 2013 году разгорелась дискуссия по поводу возможного захоронения на мемориальном кладбище урн с прахом из некрополя у Кремлёвской стены.

## Похороненные на кладбище
В 2016 году были установлены 144 кенотафа без вести пропавших во время Великой Отечественной войны Героев Советского Союза и полных кавалеров ордена Славы.

## Галерея
- Открытие памятника Михаилу Калашникову 23 декабря 2015 г.
- Захоронение останков Неизвестного Солдата 21 июня 2013 г.
- Министр обороны РФ Сергей Шойгу на церемонии открытия ФВМК
22 июня 2013 г.
- Вечный огонь
- Храм Преподобного Сергия Радонежского